# Richmond, Vermont
Richmond är en kommun (town) i Chittenden County i delstaten Vermont i USA.   Vid folkräkningen år 2000 bodde 4 090 personer på orten. Den har enligt United States Census Bureau en area på totalt 83,7 km² varav 1,3 km² är vatten.  